# Bili Brig
Bili Brig es una localidad de Croacia en el ejido del municipio de Nova Kapela, condado de Brod-Posavina.

## Geografía
Se encuentra a una altitud de 129 msnm a 160 km de la capital nacional, Zagreb.

## Demografía
En el censo 2011 el total de población de la localidad fue de 272 habitantes.
| Gráfica de población de Bili Brig 1857-2011                         |
|                                                                     |
| Según los censos de población de la oficina estadística de Croacia. |